# Pinus serotina
Pinus serotina (Сосна пізня) — вид дерев роду сосна родини соснових.

## Опис

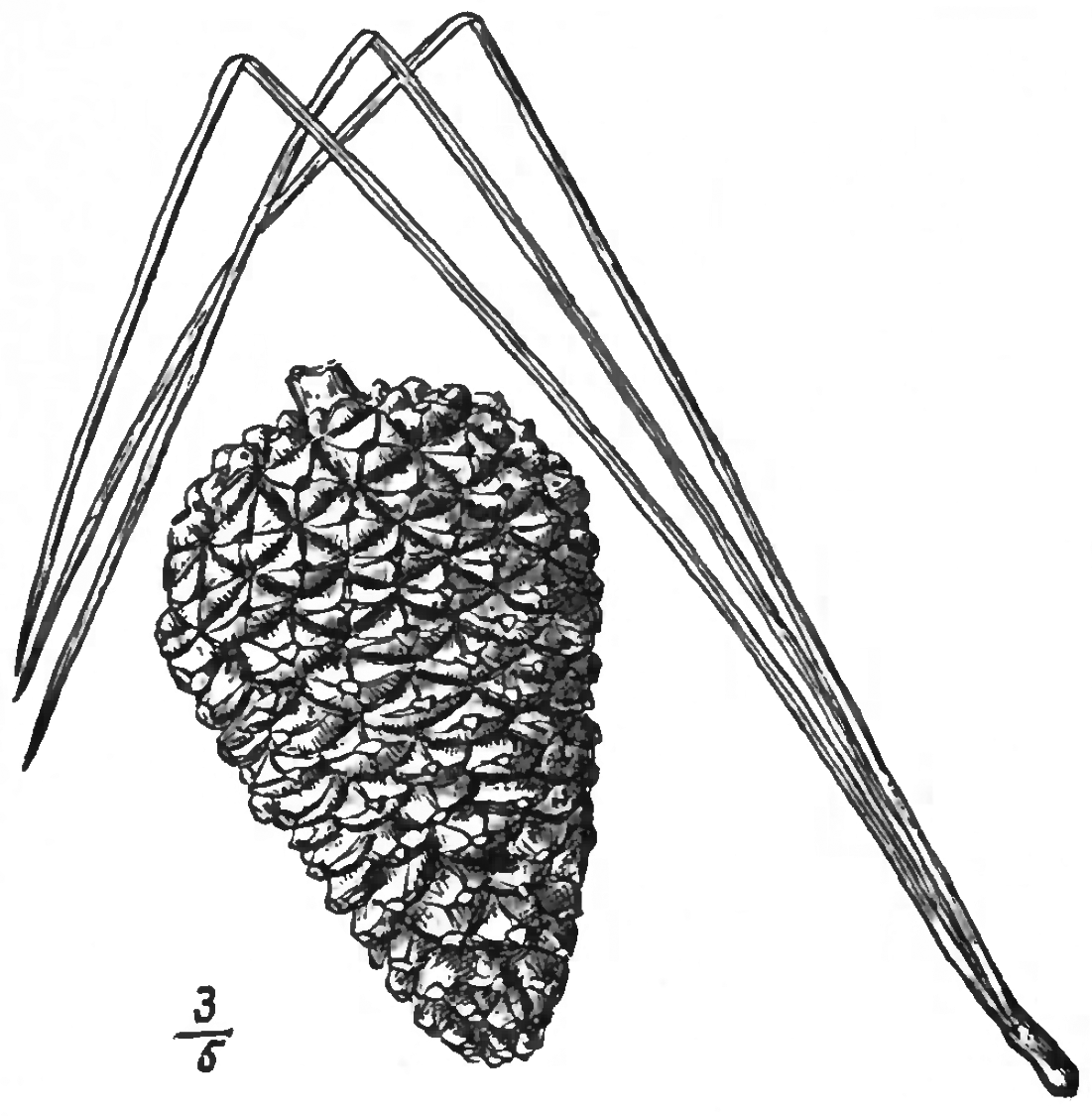

Голки зібрані в пучку по три або чотири, з довжиною 15–20 см. Майже круглі шишки 5–9 см завдовжки. Pinus serotina знаходиться у вологих місцях, проживають біля ставків, заток, боліт, і назва виду походить від наполегливо закритою конусів, які можуть залишатися закритими протягом кількох років, перш ніж випустити їх насіння;. Відкриваються часто у відповідь лісових пожеж. У північній частині ареалу.

## Поширення
Країни зростання:
США (штати: Алабама, Делавер, Флорида, Джорджія, Меріленд, Нью-Джерсі, Північна Кароліна, Південна Кароліна, Вірджинія)